# Rei dels reis
Rei dels reis (persa: شاهَنشاه, xahanxà), fou un títol principalment persa originat durant la dinastia aquemènida. Va continuar amb els arsàcides i el sassànides; sota aquestos el príncep hereu es titulava Kuixan Xah, rei de Kuixan. Les reines eren les bambixnan bambixn (‘reines de les reines’).
Després dels sassànides, amb la conquesta àrab, el títol de rei dels reis va desaparèixer per un temps sent adoptat pel buwàyhida Àdud-ad-Dawla (949-983) i els seus successors, però desaparegué altre cop a la caiguda de la dinastia. El títol simple xa va passar a ser nom, que fou molt comú sota els seljúcides i per exemple «Màlik-Xah» és una combinació de la paraula «rei» en àrab i persa, per tant el seu nom era «Rei-Rei».
El títol de xahanxà fou readoptat par la dinastia Pahlavi. Reza I de l'Iran i Muhammad Reza Pahlevi el van portar fins a la proclamació de la república islàmica a l'Iran.